# Bjarnat Krawc
Bjarnat Krawc (niem. Bernhard Schneider, ur. 5 lutego 1861 w Jitro, zm. 25 listopada 1948 w Varnsdorf) – łużycki kompozytor, dyrygent, zbieracz pieśni ludowych, nauczyciel muzyki i autor wielu studiów muzykologicznych.

## Życiorys

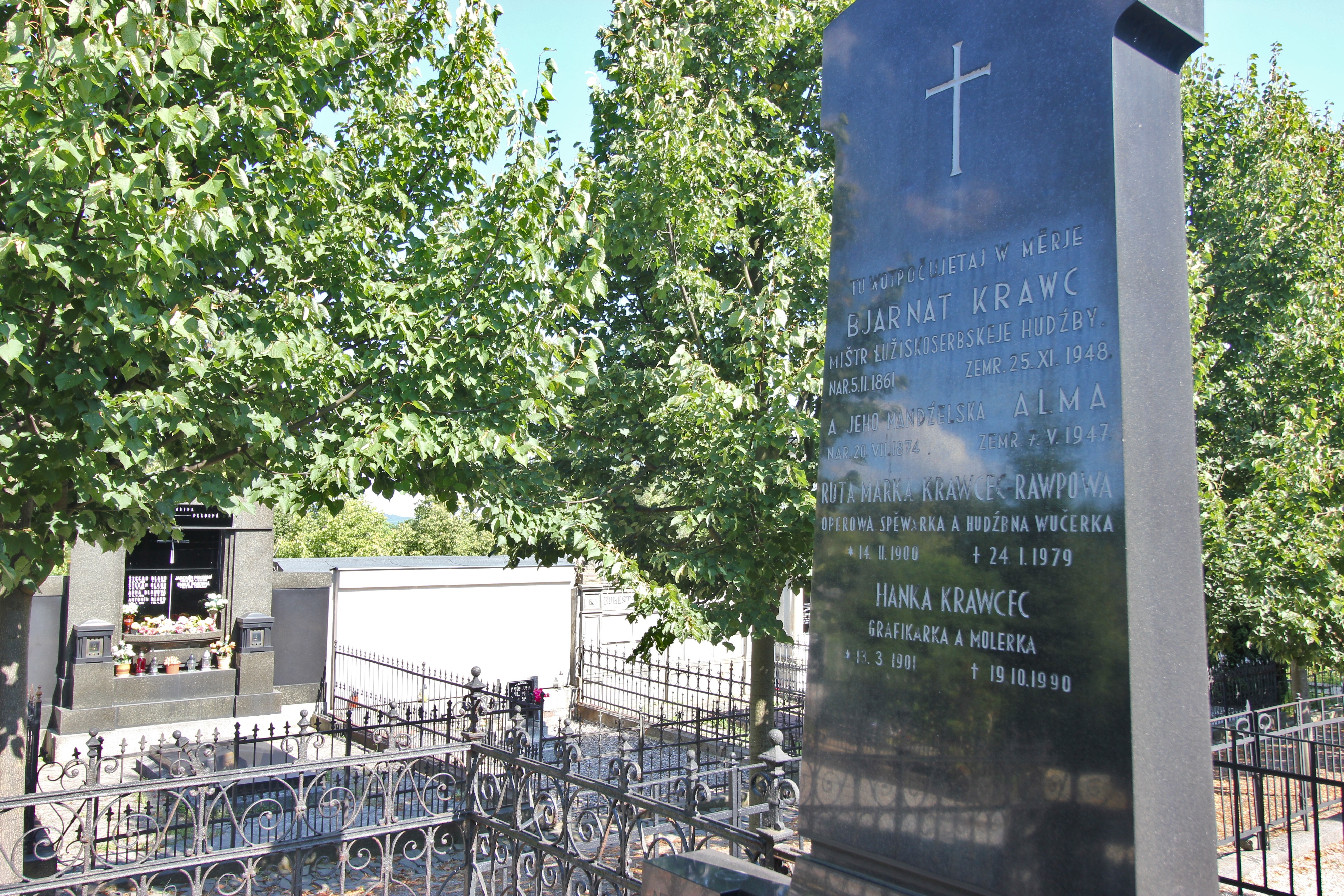
Grób rodzinny Krawców w Varnsdorf

Bjarnat Krawc przyszedł na świat 5 lutego 1861 w małej wiosce Milstrich (górnołuż. Jitro) w rodzinie nauczycielskiej. Sam W 1882 zdał egzamin w Seminarium Nauczycielskim w Budziszynie. Po krótkiej pracy jako nauczyciel, wstąpił do Królewskiego Konserwatorium Saksońskiego w Dreźnie gdzie studiował kompozycje muzyczną .Jego nauczycielem był Felix Draeseke. W 1885 odwiedził Pragę, gdzie zapoznał się z twórczością Bedřicha Smetany. Ta podróż mocno wpłynęła na jego dalszą twórczość muzyczną. Po ukończeniu konserwatorium w 1892 był dyrygentem różnych Drezdeńskich chórów. W 1889 założył chór luterański „Čornobóh” a w 1893 chór kobiecy „Schneiderscher Frauenchor” i „Volksliedchor”. Po zakończeniu I wojny światowej brał czynny udział w rozwoju muzycznym Łużyc i organizował koncerty chóralne w Niemczech, Polsce i Czechosłowacji. W 1922 założył Łużyckie Stowarzyszenie Muzyczne. W latach 1926–1928 był redaktorem pierwszego łużyckiego magazynu muzycznego „Łužica Škowrončk”. W 1931 został wybrany do Królewskiego Czeskiego Towarzystwa Naukowego w Pradze. Krawc próbował założyć łużycką orkiestrę symfoniczną ale ze względów finansowych nie udało mu się to. W 1937 Niemcy zabronili mu działalności muzycznej. Po bombardowaniu Drezna w 1945 stracił całe swoje mienie i większość rękopisów. Aby uniknąć dalszych strat z powodu wojny przeniósł się do małego miasteczka Varnsdorf gdzie zmarł 25 listopada 1948.